# Slaves and Masters
Slaves and Masters ist das 13. Studioalbum von Deep Purple. Es erschien im Oktober 1990. Es ist das einzige der Band mit dem Sänger Joe Lynn Turner.

## Geschichte
Turner war 1989 in die Band gekommen und hatte den zuvor entlassenen Ian Gillan ersetzt. Zuvor wollte die Band Jimi Jamison von Survivor engagieren, er hatte jedoch andere Verpflichtungen.
Das Album erreichte Platz 87 der Billboard 200. Es folgte 1991 eine erfolgreiche Tournee, vor allem in Europa.

## Rezeption
Die Webseite Allmusic vergab 2 von 5 Sternen. Alex Henderson nannte die Platte enttäuschend: "Even Blackmore's input can't save this consistently disappointing CD, which only the most thorough collectors will want."
Götz Kühnemund vom deutschen Metalmagazin Rockhard urteilte 1990 wesentlich milder. Er beschreibt zwar, dass Joe Lynn Turner bisher jede Band kaputtgesungen habe. Der Sänger hinterlasse nach seinen Zwischenstopps bei Rainbow und Yngwie Malmsteen einen mehr als zwiespältigen Eindruck. Doch treffe Turner jeden Ton, aber er passe nicht zu einer Hardrock-Band wie Deep Purple, so Kühnemunds Urteil. Trotz der soften und ruhigen Ausrichtung des Albums besäße es qualitativ hochwertige Rock/Pop-Musik, die die Anhänger der härteren Fraktion aber enttäuschen würde. "Wer weiß, wie die Platte geklungen hätte, wenn die Songs von Ian Gillan eingesungen worden wären?" Kühnemund vergab 7 von 10 möglichen Punkten.
Anders urteilt das Online-Magazin Powermetal.de. Im Rahmen einer Wiederveröffentlichung zusammen mit den Werken "Purpendicular" und "The Battle Rages On" wird "Slaves And Masters" als überzeugend eingeschätzt. V.a. die handwerklichen Fähigkeiten auf dem Album werden betont.

## Titelliste

### Vinylausgabe
1. "King of Dreams" (Ritchie Blackmore, Joe Lynn Turner, Roger Glover) – 5:26
2. "The Cut Runs Deep" (Blackmore, Turner, Glover, Jon Lord, Ian Paice) – 5:42
3. "Fire in the Basement" (Blackmore, Turner, Glover, Lord, Paice) – 4:43
4. "Fortuneteller" (Blackmore, Turner, Glover, Lord, Paice) – 5:49
5. "Truth Hurts" (Blackmore, Turner, Glover) – 5:14
6. "Breakfast in Bed" (Blackmore, Turner, Glover) – 5:17
7. "Love Conquers All" (Blackmore, Turner, Glover) – 3:47
8. "Too Much Is Not Enough" (Turner, Bob Held, Al Greenwood) – 4:17
9. "Wicked Ways" (Blackmore, Turner, Glover) – 6:33

### CD-Veröffentlichung
1. "King of Dreams" (Blackmore, Turner, Glover) – 5:28
2. "The Cut Runs Deep" (Blackmore, Turner, Glover, Lord, Paice) – 5:42
3. "Fire in the Basement" (Blackmore, Turner, Glover, Lord, Paice) – 4:43
4. "Truth Hurts" (Blackmore, Turner, Glover) – 5:14
5. "Breakfast in Bed" (Blackmore, Turner, Glover) – 5:17
6. "Love Conquers All" (Blackmore, Turner, Glover) – 3:47
7. "Fortuneteller" (Blackmore, Turner, Glover, Lord, Paice) – 5:49
8. "Too Much Is Not Enough" (Turner, Held, Greenwood) – 4:17
9. "Wicked Ways" (Blackmore, Turner, Glover, Lord, Paice) – 6:33